# Gyralina lunikense
Gyralina lunikense is een slakkensoort uit de familie van de Pristilomatidae. De wetenschappelijke naam van de soort is voor het eerst geldig gepubliceerd in 2009 door Feher & Eross.